# Element (marque)
Pour les articles homonymes, voir Élément.
Element est une marque de skateboard créée en 1992. Le pro-skateur qui y est généralement associé est Bam Margera. Parmi les autres skateurs célèbres roulant pour Element, citons Mike Vallely, Tosh Townend, Jake Rupp, Brent Atchley, Nyjah Huston, Chad Muska, etc. Cette marque est utilisée par beaucoup de skateurs français.

## Vidéos du Team
- Hold It Down
- Rise up
- Elementality
- This is my element

## Associations associées
- Elemental Awarness

## Site officiel
- (en) Site officiel